# Craiova văzută din car
Craiova văzută din car este un film românesc din 1974 regizat de Titus Mesaroș.